# Središnja Bosna
 Ovo je glavno značenje pojma Središnja Bosna. Za druga značenja pogledajte Županija Središnja Bosna.
Središnja Bosna ili Centralna Bosna je jedna od regija u Bosni i Hercegovini, u samom središtu države. 
Na sjeverozapadu graniči s Bosanskom Krajinom, na zapadu s Tropoljem (Livanjskom regijom), na jugu s Hercegovinom, na istoku sa Sarajevom, a na sjeverozapadu s Tuzlanskom regijom (Usora i Soli). 
Najveći grad je Zenica, a među važnijim su Travnik i Jajce koje je bilo godinama prijestolnica Kraljevine Bosne. U srednjebosanskom gradiću Fojnici se nalazi bosanski grbovnik (poznat pod nazivom Fojnički grbovnik). 
Srednja Bosna je većinski hrvatsko-bošnjačka regija, uz tek poneko omanje srpsko selo u okolici Bugojna i Zenice.
U ratu u BiH, srednišnja Bosna je, pored Hercegovine, bila glavno područje sukoba Hrvata i Bošnjaka.
Danas je Srednja Bosna u sklopu Federacije BiH i administrativno je podijeljena između županija Središnja Bosna i Zeničko-dobojske.  